# Zeugophora gedyei
Zeugophora gedyei es una especie de coleóptero de la familia Megalopodidae.

## Distribución geográfica
Habita en Kenia.